# La danza della realtà
(Jodorowsky anziano a Jodorowsky bambino)
La danza della realtà (La danza de la realidad) è un film del 2013 diretto da Alejandro Jodorowsky.

## Produzione
A 23 anni di distanza da Il ladro dell'arcobaleno del 1990,  Jodorowsky (autore del film cult dl 1973 La montagna sacra) realizza un film, per più versi psicodrammatico, tratto dalla sua autobiografia del 2001.
La produzione avviene dopo anni dedicati alla scrittura, a workshop sui tarocchi, alla psico-genalogia e a seminari di psicomagia, grazie all’ammirazione degli estimatori che hanno dato vita al crowdfunding e con la partecipazione artistica della famiglia di Jodorowsky. Dal punto di vista economico La danza della realtà è infatti una coraggiosa produzione indipendente al polo opposto della grandiosa trasposizione cinematografica del romanzo Dune di Frank Herbert che Jodorowsky aveva cercato invano di realizzare nel 1973.
Ne La danza della realtà Jodorosky mette insieme i tre figli: Brontis interpreta Jaime, Adan (anche autore delle musiche) recita nel ruolo dell'anarchico e Axel in quello del teosofo. Pascale Montandon-Jodorowsky, moglie di Alejandro, realizza i costumi. Nella prima parte della storia, la madre Sara (interpretata dal soprano Pamela Flores) si riferisce a suo figlio Alejandro (interpretato da Jeremias Herskovits), come a suo padre mentre Brontis Jodorowsky, l'attore che interpreta Jaime, il padre di Alejandro, è in realtà il figlio di Alejandro Jodorowsky.

## Sceneggiatura
Tratto dal libro del 2006, il film è la prima parte di un'autobiografia in chiave surrealista e visionaria, che troverà seguito nel film Poesia senza fine (2016) e racconta l'infanzia del piccolo Alejandro e dei suoi genitori nel Cile degli anni 1930. La storia è ambientata a Tocopilla, la piccola città natale di Jodorosky nel deserto cileno, popolata da povera gente e freaks. Jodorowsky racconta il conflitto kafkiano col padre commerciante e stalinista, ostile al mondo dello spirito e dell’arte che nel turning point finale della storia troverà però una sua redenzione. La madre, personaggio obbligato di tutti i film autobiografici, resta indimenticabile perché parla cantando. È lei il primo rifugio di un grande artista polimorfo che dedicherà la sua vita a raccontare l’Anima a cavallo di due secoli.

## Distribuzione
Presentato alla Quinzaine des Réalisateurs in occasione del Festival di Cannes 2013, il film è uscito nelle sale cinematografiche in Francia il 4 settembre 2013. In Italia è passato in anteprima nazionale alla trentunesima edizione del Torino Film Festival (27 novembre 2013) ed è stato distribuito nelle sale il 30 ottobre 2014.